# Пространство Харди
Пространство Харди — особый вид функциональных пространств в комплексном анализе, аналог {\displaystyle L^{p}}-пространства из функционального анализа. Названо по имени английского математика Харди.

## Определение
Пространство Харди {\displaystyle \ H^{p}} при {\displaystyle 0<p<\infty } — это класс голоморфных функций на открытом единичном круге на комплексной плоскости, удовлетворяющих следующему условию
{\displaystyle \sup _{0<r<1}\left({\frac {1}{2\pi }}\int \limits _{0}^{2\pi }\left|f(re^{i\theta })\right|^{p}\;d\theta \right)^{\frac {1}{p}}<\infty .}
Левая часть этого неравенства называется {\displaystyle \ p}-нормой в пространстве Харди или просто нормой Харди для {\displaystyle \ f}, и обозначается {\displaystyle \ |f|_{H^{p}}}.
Как и в случае {\displaystyle L^{p}}-пространств, данная норма обобщается на случай {\displaystyle p=\infty } как
{\displaystyle |f|_{H^{\infty }}\ =\ \sup _{0<r<1}\sup _{z:\ |z|=r}|f(z)|\ =\ \sup _{z:\ |z|<1}|f(z)|.}
Для случая {\displaystyle 0<p<q\leq \infty } можно показать, что {\displaystyle \ H^{q}} является подмножеством множества {\displaystyle \ H^{p}}.

## Применения
Подобные пространства применяются как в классическом математическом анализе, так и в других ветвях анализа и его приложениях, например, гармоническом анализе, теории управления (в частности, для синтеза робастных систем управления) и теории рассеивания.